# Danger Mouse (serie animata 2015)
Danger Mouse è una serie animata britannica prodotta dalla FremantleMedia dal 2015. È un reboot della serie animata originale del 1981.
La serie è stata prodotta in collaborazione con Netflix, e distribuita in Italia da quest'ultimo come contenuto originale dal 2 maggio 2016 oltre che su K2 dal 4 dicembre 2017.
Il 19 maggio 2016 la serie è stata rinnovata per una seconda stagione.

## Trama
La serie segue le avventure del topo Danger Mouse e dei suoi amici.

## Episodi
| Stagione         | Episodi | Prima TV UK | Prima TV Italia |
| ---------------- | ------- | ----------- | --------------- |
| Prima stagione   | 50      | 2015-2016   | 2016            |
| Seconda stagione | 49      | 2017-2019   | inedita         |

## Personaggi e doppiatori

### Personaggi principali
- Danger Mouse (stagioni 1-2), voce originale di Alexander Armstrong, italiana di Leonardo Graziano.
- Ernest Penfold (stagioni 1-2), voce originale di Kevin Eldon, italiana di Stefano Onofri.
- Colonnello K (stagioni 1-2), voce originale di Stephen Fry, italiana di Giovanni Petrucci.
- Professor Squawkencluck (stagioni 1-2), voce originale di Shauna Macdonald, italiana di Roberta De Roberto.
- Barone Silas von Greenback (stagioni 1-2), voce originale di Ed Gaughan, italiana di Alessandro Budroni.
- Nero (stagioni 1-2), voce originale di Marc Silk, italiana di Rachele Paolelli.
- Stiletto Mafiosa (stagioni 1-2), voce originale di Dave Lamb, italiana di Francesco Meoni.
- Narratore (stagioni 1-2), voce originale di Dave Lamb, italiana di Francesco De Francesco.

### Personaggi ricorrenti
- Pandamonio (in originale: Pandaminion, stagioni 1-2), voce originale di Ed Gaughan, italiana di Mauro Bombardieri.
- Dott. Loo-cifer (stagioni 1-2), voce originale di Kayvan Novak, italiana di Fabrizio Russotto.
- "Pink" Dawn Crumhorn (stagioni 1-2), voce originale di Morwenna Banks, italiana di Lucrezia Marricchi.
- Isambard King Kong Brunel (stagioni 1-2), voce originale di Kayvan Novak, italiana di Simone Veltroni.
- Quark (stagioni 1-2), voce originale di Ed Gaughan, italiana di Francesco Cavuoto.
- Snowman (stagioni 1-2), voce originale di Richard Ayoade.
- Conte Dacula (in originale: Count Duckula, stagioni 1-2), voce originale di Rasmus Hardiker, italiana di Pietro Ubaldi.
- Baron Silas von Penfold (stagioni 1-2), voce originale di Kevin Eldon.
- Sinister Mouse (stagioni 1-2), voce originale di Alexander Armstrong,
- Regina degli Insetti (stagioni 1-2), voce originale di Miranda Richardson, italiana di Perla Liberatori.
- La Regina (stagioni 1-2), voce originale di Morwenna Banks.
- Jeopardy Mouse (stagioni 1-2), voce originale di Lena Headey, italiana di Gilberta Crispino.
- Dott. Augustus P. Crumhorn IV (stagioni 1-2), voce originale di John Oliver, italiana di Davide Albano.

### Personaggi secondari
- Jimmy Camel, voce originale di Rasmus Hardiker, italiana di Davide Capone.
- Evans, voce originale di Paul Morgans, italiana di Manfredi Aliquò.
- Danger Falena (in originale: Danger Moth), voce originale di Morwenna Banks, italiana di Federica D'Amico.
- Danger Pecora (in originale: Danger Sheep), voce originale di Rasmus Hardiker, italiana di Francesco Monachesi.
- Monsieur le Camembert, voce originale di Rasmus Hardiker, italiana di Ivan Andreani.
- Agente 58, voce originale di Rasmus Hardiker, italiana di Francesco Monachesi.

## Sigla italiana
La sigla italiana, che riprende la melodia originale, è cantata dai Raggi Fotonici.